# Grub (Appenzell Ausserrhoden)
Grub (gsw. I de Grueb) – gmina (niem. Einwohnergemeinde) w północno-wschodniej Szwajcarii, w kantonie Appenzell Ausserrhoden, w niemieckojęzycznej części kraju. 31 grudnia 2014 liczyła 1016 mieszkańców. Do 1995 należała do okręgu Vorderland.